# Адэр, Джон (учёный)
Джон Эрик Адэр (англ. John Adair; род. 18 мая 1934) — британский учёный, профессор, создатель различных моделей лидерства и автор сорока книг (переведённых на восемнадцать языков) по лидерству в бизнесе, в военной и других сферах, всемирно признанный эксперт в области обучения лидерству. Более миллиона человек приняло участие в программах «Action-Centred Leadership programmes», основателем которых был Джон.

## Биография
Адэр родился в Лутоне и получил образование в школе Святого Павла в Лондоне. После этого он проходил службу в качестве младшего лейтенанта в шотландском гвардейском полку с 1953 по 1955 год. Он также обучался в Кингстон-апон-Халл в Морском колледже (где он получил специальность матроса арктического траулера в 1955) и в Тринити-Холле (Кембридж), где он получил степень бакалавра в 1959 году. Позднее он получил степень доктора в Лондонском Королевском колледже в 1966 году. В 1966 году он также стал сотрудником Королевского исторического общества. После этого он занимал различные посты в университетах и научных обществах Великобритании. С 2006 года он был почетным профессором лидерства в Академии лидерства в Пудуне. В 2009 году он был назначен руководителем по изучению лидерства в Организации Объединенных Наций в Турине.